# 瑟里宰
瑟里宰（法語：Cerizay，法語發音：[səʁizɛ]）是法国德塞夫勒省的一个市镇，属于布雷叙尔区。

## 地理
瑟里宰（46°49'17"N, 0°39'53"W）面积18.55 平方千米，位于法国新阿基坦大区德塞夫勒省，该省份为法国西部内陆省份，北起曼恩-卢瓦尔省，西接旺代省，南至夏朗德省和滨海夏朗德省，东临维埃纳省。
与瑟里宰接壤的市镇（或旧市镇、城区）包括：锡里耶尔、孔布朗、塞夫尔河畔拉福雷、勒潘、塞夫尔河畔圣安德烈、圣梅曼。

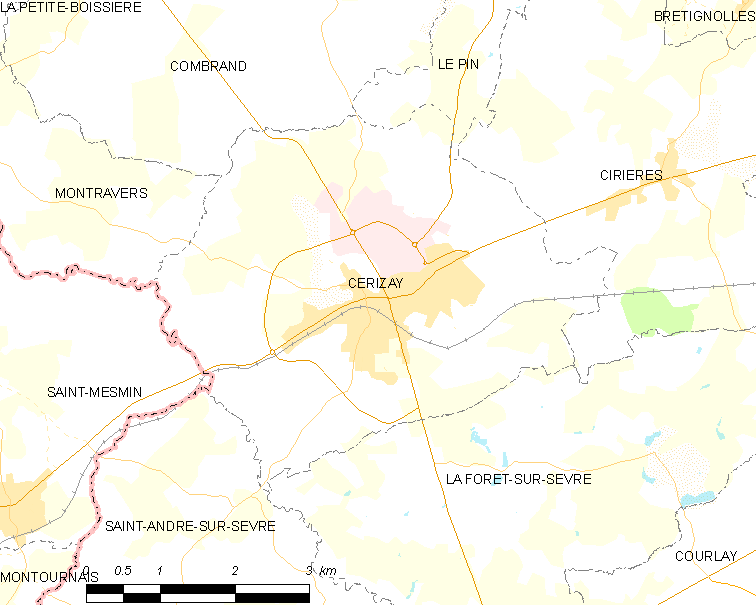
瑟里宰的OSM定位图

瑟里宰的时区为UTC+01:00、UTC+02:00（夏令时）。

## 行政
瑟里宰的邮政编码为79140，INSEE市镇编码为79062。

## 政治
瑟里宰所属的省级选区为瑟里宰县。

## 人口

1962-2008年间瑟里宰人口变化图示

瑟里宰于2022年1月1日时的人口数量为4795人。